# Y Traeth Stadium
Y Traeth Stadium – stadion piłkarski w Porthmadog, w Walii (Wielka Brytania). Obiekt może pomieścić 2000 widzów. Swoje spotkania rozgrywają na nim piłkarze klubu Porthmadog FC.